# Д. Х. Лоренс
Дејвид Херберт Ричард Лоренс познатији као Д. Х. Лоренс (енгл. David Herbert Richards Lawrence; Иствуд, 11. септембар 1885 – Ванс, Француска, 2. март 1930) био је енглески писац. Писао је песме, приче, романе, драме, есеје, психолошко-филозофске студије и путописе, али је најзначајнији по својим романима и приповеткама у којима се бави психологијом људских односа, њиховом нагонском основом и индустријализацијом Енглеске и њеним утицајем на друштво. Његово најпознатије дело је роман Љубавник леди Четерли које је захваљујући отвореном тематизовању људске сексуалности и прељубе доспело на суд и дуго било цензурисано све док није 30 година након Лоренсове смрти коначно објављено у свом интегралном облику. И у другим својим делима Лоренс се није либио да отворено проговори о мушко-женским односима и репресивним друштвеним нормама енглеског друштва због чега се читав живот борио са цензуром. Уз Џејмса Џојса и Вирџинију Вулф данас се сматра једним од највећих писаца модернизма који су писали на енглеском језику. Бавио се и сликарством.

## Биографија
Д. Х. Лоренс је рођен у Иствуду у средњој Енглеској у породици рудара као четврто од укупно петоро деце Артура Лоренса и Лидије Бирдсол. Отац му је био алкохоличар и готово неписмен, али је мајка, иначе учитељица која је радила као чипкарка да би издржавала породицу, много полагала на његово образовање, нарочито пошто је Лоренсов старији брат умро. У тринаестој години је пошао у вишу школу у Нотингему али је напустио пошто се запослио у фабрици хируршких помагала. Упознао је Џеси Чејмберс са којом је заједно читао и разоварао о прочитаним књигама. Она га је инспирисала да почне да пише. Похађао је разне курсеве и напослетку стекао диплому учитеља. Мајка му умире од рака 9. децембра 1910. и убрзо после тога Лоренс се верио са Луи Бароуз, пријатељицом са колеџа. Радио је као учитељ све док није објавио свој први роман Бели паун 1911. године. Након тога, живео је од свог књижевног рада.
Две године је провео на пропутовању кроз Немачку и Италију. Вративши се у Енглеску, јула 1914. оженио се Немицом Фридом Викли која је због њега напустила мужа, Лоренсовог професора Ернеста Виклија и троје деце. Био је прогањан због сумње да је био немачки шпијун за време Првог светског рата и дуго није могао да добије пасош. Године 1919, Лоренс је са Фридом напустио Енглеску и живео потом у Италији, Немачкој, Аустралији, Цејлону, Новом Зеланду, Тахитију, Француској, Сједињеним Државама, Мексику и Новом Мексику. У Таосу у Новом Мексику стекао је круг ученица чије свађе око његове пажње су постале основа легенде о њему.
Цео живот је био болешљив и умро је у 44. години од туберкулозе у Вансу у француским Приморским Алпима. Многи су га тада сматрали порнографом који је проћердао свој таленат. Књижевни углед му је порастао након позитивних мишљења значајних књижевних критичара попут Е. М. Форстера и нарочито Ф. Р. Ливиса. Његов пријатељ и поштовалац његовог дела Олдос Хаксли издао је 1932. избор Лоренсових писама, која дају живописну слику Лоренсовог луталачког живота и његовог односа са својим пријатељима и познаницима.

## Књижевни рад
Лоренс је био плодан писац који је за двадесетак година свог књижевног рада написао око 30 томова различитих књижевних дела неједнаког квалитета. Најпре је писао песме под утицајем Езре Паунда и имажиста, објавивши их први пут у часопису English Review 1909. године, али је одбио Паундов позив да се придружи његовом књижевном кружоку одлучивши да остане независтан. Његова поезија црпи инспирацију из природе, пева о унутрашњем животу биљака и животиња, док с друге стране изражава отворено негативан став према конзервативном енглеском друштву и његовом пуританском моралу те индустријализацији која доводи до отуђења којима Лоренс супротставља нагонски живот, сексуалност, подсвесно и природу. Пошто је критиковао политичаре, Први светски рат и империјалистичку политику, цензура је толико уништила његове песме да су биле готово нечитљиве, а то је био само почетак његових борби са цензуром. Две његове најпознатије песме које су присутне у свим антологијама су "Snake" и "How Beastly the Bourgeoisie is" а његова најзначајнија збирка песама је Birds, Beasts and Flowers која је објављена 1923.
Већ у свом првом роману Бели паун предочио је све теме које ће касније развијати. Његов други роман Синови и љубавници објављен је 1913. То је аутобиографско дело које се ослања на традицију енглеског реалистичког романа инспирисано Лоренсовим односом са мајком те се може тумачити као психолошка студија о борби сина да се одвоји од мајке и, напослетку, о Едиповом комплексу. 1915. излази његов први велики роман Дуга на који се 1920. наставља роман Заљубљене жене. У првом роману Лоренс слика утицај постепене индустријализације на енглеску породицу чију историју прати кроз три генерације. Други роман је приказ већ индустријализоване Енглеске и њен утицај на Лоренсу савремено друштво. Историјске прилике су у оба дела основа на којој писац даје психолошки изнијансирану слику мушко-женских односа, подсвесно и инстинктивно у човеку и однос човека и природе.
Роман Аронова палица из 1922. показује утицај Ничеа, а у Кенгуру који је изашао 1923. Лоренс је приказао своју идеју натчовека.
Кад се појавио роман Љубавник леди Четерли, то је умногоме уздрмало пуританске слојеве енглеског друштва због отвореног тематизовања људске а нарочито женске сексуалности због чега је ово дело постало предмет оштре цензуре као пре њега Дуга у нешто мањем обиму. Роман је најпре изашао 1928. у Фиренци у Италији, а следеће године у Француској и Аустралији. Прво енглеско нецензурисано издање изашло је тек 1960. Када га је објавила, издавачка кућа Penguin Books је оптужена за опсценост. Главни тужилац Мервин Грифит Џонс питао је у току суђења: „Да ли бисте одобрили својим младим синовима, младим ћеркама - јер девојке могу да читају као и дечаци - да читају ову књигу? Да ли је то књига коју би оставили у вашој кући? Да ли је то књига коју бисте пожелели да ваша жена или ваше слуге прочитају?" Ипак, издавач је добио случај, и то једногласном одлуком пороте која се састојала од три жене и девет мушкараца. Овај судски процес је изазвао огроман публицитет због којег се роман продао у 3 милиона примерака. Судска одлука да дозволи објављивање интегралног романа сматра се прекретницом у историји слободе изражавања и отворене дискусије о сексу у популарној култури.

## Дела

### Романи
- The White Peacock (1911)
- The Trespasser (1912)
- Sons and Lovers (1913)
- The Rainbow (1915)
- Women in Love (1920)
- The Lost Girl (1920)
- Aaron's Rod (1922)
- Kangaroo (1923)
- The Boy in the Bush (1924)
- The Plumed Serpent (1926)
- Lady Chatterley's Lover (1928)
- The Escaped Cock (1929), касније преименовано у The Man Who Died

### Збирке прича
- The Prussian Officer and Other Stories (1914)
- England, My England and Other Stories (1922)
- The Horse Dealer's Daughter (1922)
- The Fox, The Captain's Doll, The Ladybird (1923)
- St Mawr and other stories (1925)
- The Woman who Rode Away and other stories (1928)
- The Rocking-Horse Winner (1926)
- Mother and Daughter (1929)
- The Virgin and the Gipsy and Other Stories (1930)
- Love Among the Haystacks and other stories (1930)
- The Lovely Lady and other tales (1932)
- The Tales of D.H. Lawrence (1934) – Heinemann
- Collected Stories (1994) – Everyman's Library

### Поезија
- Love Poems and others (1913)
- Amores (1916)
- Look! We have come through! (1917)
- New Poems (1918)
- Bay: a book of poems (1919)
- Tortoises (1921)
- Birds, Beasts and Flowers (1923)
- The Collected Poems of D H Lawrence (1928)
- Pansies (1929)
- Nettles (1930)
- The Triumph of the Machine (1930)
- Last Poems (1932)
- Fire and other poems (1940)
- The Complete Poems of D H Lawrence (1964), ed. Vivian de Sola Pinto and F. Warren Roberts
- The White Horse (1964)
- D. H. Lawrence: Selected Poems (1972), ed. Keith Sagar
- Snake and Other Poems

### Есеји
- Movements in European history (1921)
- Psychoanalysis and the unconscious (1921)
- Fantasia of the unconscious (1922)
- Studies in classic American literature (1923)
- Reflections on the death of a porcupine and other essays (1925)
- Pornography and obscenity (1929)
- Assorted articles (1930)
- Apocalypse (1931)
- Phoenix: the posthumous papers of D H Lawrence (1936)
- Phoenix II: uncollected, unpublished and other prose works by D H Lawrence (1968)

### Путописи
- Paul Eggert, ур. (2015). Twilight in Italy. I. B. Tauris. ISBN 978-1-78076-965-3. (1916)
- Sea and Sardinia. Cambridge University Press. 1997. ISBN 978-0-521-24275-2. (1921), edited by Mara Kalnins.
- Mornings in Mexico and Other Essays. Cambridge University Press. 2009. ISBN 978-0-521-65292-6. (1927), edited by Virginia Crosswhite Hyde. .
- Sketches of Etruscan Places and other Italian essays. Cambridge University Press. 1992. ISBN 978-0-521-25253-9. (1932), edited by Simonetta de Filippis.

### Писма
- James T. Boulton, ур. (1979). The Letters of D. H. Lawrence, Volume I, September 1901 – May 1913. Cambridge University Press. ISBN 978-0-521-22147-4..
- George J. Zytaruk and James T, ур. (1981). The Letters of D. H. Lawrence, Volume II, June 1913 – October 1916. Cambridge University Press. ISBN 978-0-521-23111-4.. Boulton.
- James T. Boulton and Andrew Robertson, ур. (1984). The Letters of D. H. Lawrence, Volume III, October 1916 – June 1921. Cambridge University Press. ISBN 978-0-521-23112-1..
- Warren Roberts, James T. Boulton and Elizabeth Mansfield, ур. (1987). The Letters of D. H. Lawrence, Volume IV, June 1921 – March 1924. Cambridge University Press. ISBN 978-0-521-00695-8..
- James T. Boulton and Lindeth Vasey, ур. (1989). The Letters of D. H. Lawrence, Volume V, March 1924 – March 1927. Cambridge University Press. ISBN 978-0-521-00696-5..
- James T. Boulton and Margaret Boulton with Gerald M, ур. (1991). The Letters of D. H. Lawrence, Volume VI, March 1927 – November 1928. Cambridge University Press. ISBN 978-0-521-00698-9.. Lacy.
- Keith Sagar and James T. Boulton, ур. (1993). The Letters of D. H. Lawrence, Volume VII, November 1928 – February 1930. Cambridge University Press. ISBN 978-0-521-00699-6..
- James T. Boulton, ур. (2001). The Letters of D. H. Lawrence, with index, Volume VIII. Cambridge University Press. ISBN 978-0-521-23117-6..
- The Selected Letters of D H Lawrence. Cambridge University Press. 1997. ISBN 978-0-521-40115-9., Compiled and edited by James T. Boulton.

### Преводи
- Shestov, L (1920). All things are possible.
- Bunin, I.A. The gentleman from San Francisco (1922)
- Verga, G (1923). Maestro-Don Gesualdo.
- Verga, G (1925). Little novels of Sicily.
- Verga, G (1928). Cavalleria rusticana and other stories.
- Grazzini, A.F. The story of Doctor Manente (1929)

### Д. Х. Лоренс у преводима на српски и хрватски језик

#### Романи
- Lady Chatterley i njezin ljubavnik / D. H. Lawrence ; preveo s engleskoga Iso Velikanović. - Zagreb : Binoza. 1937.
- Синови и љубавници. Св. 1-2 / Д. Х. Лоренс ; [превео с енглеског оригинала Михаило Р. Стојовић]. - Београд : Космос. 1939.
- Sinovi i njihove ljubavi. Knj. 1-2 / D. H. Lawrence ; preveli Mira Jurkić-Šunjić i Mirko Jurkić ; uvod napisao Josip Torbarina. - Zagreb : Matica hrvatska. 1943.
- Заљубљене жене. [Књ. 1-2] / Д. Х. Лоренс ; [превео с енглеског оригинала Ненад Јовановић]. - Београд : Омладина. 1954.
- Duga / David Herbert Lawrence ; [preveo Zlatko Gorjan]. - Zagreb : Zora. 1955.
- Sinovi i ljubavnici / D. H. Lawrence ; [prevela s engleskog Tatjana Blažeković]. - Rijeka : "Otokar Keršovani". 1955, 1975.
- Ljubavnik lady Chatterley / D. H. Lawrence ; [preveo s engleskog Milivoj Mezzorana]. - Rijeka : "Otokar Keršovani". 1956, 1958, 1963, 1966, 1975.
- Bijeli paun / D. H. Lawrence ; [preveo s engleskog Mladen Car]. - Rijeka : "Otokar Keršovani". 1957, 1975.
- Prekršitelj / D. H. Lawrence ; [preveo s engleskog Milivoj Mezzorana]. - Rijeka : "Otokar Keršovani". 1960, 1975.
- Aronova palica / D.H. Lawrence ; preveo s engleskog Omer Lakomica. - Rijeka : "Otokar Keršovani". 1961.
- Синови и љубавници : роман / Д. Х. Лоренс ; [превео с енглеског Михаило Р. Стојовић]. - Београд : Просвета. 1963, 1966.
- Izgubljena devojka. 1-2 / D. H. Lorens ; [prevela Kaliopa Nikolajević]. - Cetinje : Obod. 1965.
- Duga / D. H. Lawrence ; [preveo s engleskoga Zlatko Gorjan]. - Rijeka : "Otokar Keršovani". 1975.
- Prva Lady Chatterley : (prva verzija romana "Ljubavnik Lady Chatterley") / D. [David] H. [Herbert] Lawrence ; predgovor Frieda Lawrence ; prevela s engleskoga Ljerka Radović. - Zagreb : Naprijed. 1976, 1983.
- Zaljubljene žene. Knj. 1-2 / D. [David]H. H. [Herbert] Lawrence ; prevela s engleskoga Ljerka Radović. - Zagreb : Naprijed. 1976.
- Duga / David Herbert Lawrence ; preveo Zlatko Gorjan. - Zagreb : Liber. 1981.
- Ljubavnik Lady Chatterley / D. H. Lawrence ; preveo s engleskog Milivoj Mezzorana. - Split : Logos. 1983.
- Zaljubljene žene / D. [David] H. [Herbert] Lawrence ; preveo s engleskog Milosav Popadić ; predgovor Ivo Vidan. - Sarajevo : Veselin masleša. 1987.  978-86-21-00097-5.
- Ljubavnik ledi Četerli / D. H. Lorens ; prevod i predgovor Svetozar Ignjačević. - Beograd : Nolit. 1988.  978-86-19-01597-4.
- Ljubavnik ledi Četerli : roman, prva verzija / D.H. Lorens ; preveo Branko Vučićević. - Beograd : BIGZ. 1990.  978-86-13-00407-3.
- Љубавник леди Четерли : роман : прва верзија / Дејвид Херберт Лоренс ; превео Бранко Вучићевић. - Београд : Драганић. 2004.  978-86-441-0545-9.
- Прва леди Четерли / Д. Х. Лоренс ; [превод Марија Јанић]. - Београд : Политика : Народна књига. 2004.  978-86-331-1689-3.
- Ljubavnik lejdi Četerli / Dejvid Herbert Lorens ; prevod Svetozar Ignjačević. - Podgorica .
- Prekršilac / D. H. Lorens ; [prevela Ana Peković]. - Beograd : Политика : Narodna knjiga. 2005.  978-86-331-2179-8.
- Sinovi i ljubavnici. Knj. 1 / D. H. Lorens ; [prevela Ana Peković]. - Beograd : Политика : Narodna knjiga. 2005.  978-86-331-2243-6.
- Sinovi i ljubavnici. knj. 2 / D. H. Lorens ; [prevela Ana Peković]. - Beograd : Политика : Narodna knjiga. 2005.  978-86-331-2244-3.
- Beli paun. Knj. 1-2 / D. H. Lorens ; [prevela Milica Pavlović]. - Beograd : Политика : Narodna knjiga. 2005.  978-86-331-2492-8.
- Duga. Knj. 1 / D. H. Lorens ; [prevela Milica Pavlović]. - Beograd : Политика : Narodna knjiga. 2005.  978-86-331-2541-3.
- Duga. Knj. 2 / D. H. Lorens ; [prevela Milica Pavlović]. - Beograd : Политика : Narodna knjiga. 2005.  978-86-331-2542-0.
- Љубавник леди Четерли / Дејвид Х. Лоренс ; превод Светозар Игњачевић. - Београд : Новости. 2006.  978-86-7446-107-5.
- Sinovi i ljubavnici / D. H. Lorens ; [preveo Branislav Stanojević]. - Beograd : Zograf. 2007.  978-86-7578-175-2.
- Prekršilac / D. H. Lorens ; [prevod Ana Peković]. - 2. izd. - Beograd : Narodna knjiga. 2007.  978-86-331-3265-7.
- Ljubavnik ledi Četerli / Dejvid H. Lorens ; prevod Svetozar Ignjatović [i. e. Ignjačević]. - Novi Sad : Kuća dobre knjige. 2011.  978-86-87445-16-1.
- Ljubavnik ledi Četerli / D. [Dejvid] H. [Herbert] Lawrence ; prevod s engleskog Svetozar M. Ignjačević. - Beograd : Плато. 2014.  978-86-447-0673-1.
- Ljubavnik ledi Četerli / D. H. Lorens ; prevod sa engleskog Svetozar M Ignjačević uz intervencije Zvezdane Šelmić. - Beograd : Vulkan izdavaštvo. 2016.  978-86-10-01777-9.

#### Збирке прича и приче у часописима
- Жена која је одјахала од куће : роман / Д. Х. Лоренс ; с енглеског Ник. Б. Јовановић. - Београд : Народна књижница. [19??].
- Sent Mor ; Devica i Ciganin / D. H. Lorens ; [s engleskog preveo Ranko Bugarski]. - Sarajevo : Džepna knjiga. 1959.
- Lisac i druge priče / Dejvid Herbert Lorens ; [s engleskog preveo Aleksandar V. Stefanović]. - Sarajevo : Svjetlost. 1960.
- Čovjek koji je umro / D. H. Lawrence ; [preveli s engleskog Mirjana i Dragan Vilke]. - Rijeka : "Otokar Keršovani". 1962.
- Pruski oficir ; Lisac / D. H. Lorens ; [preveo Aleksandar V. Stefanović]. - Beograd : Rad. 1963, 1967.
- Djevica i ciganin / D. H. Lawrence ; [preveli s engleskoga [prvo i drugo delo] Mirjana i Dragan Vilke, [treće delo] Ante Lakoš]. - Rijeka : "Otokar Keršovani". 1975.
- Čovek koji je umro / D. H. Lorens ; [s engleskog preveo Đorđe Krivokapić]. - Beograd : Rad. 1989.  978-86-09-00198-7.
- Pruski oficir i druge pripovetke / Dejvid Herbert Lorens ; preveo s engleskog Nikola Radosavljević ; predgovor Zoran Paunović. - Beograd : Nolit. 1997.  978-86-19-02158-6.
- Једно другом смо потребни / Х. Д. Лоренс ; са енглеског превела Весна Драгојлов. - У: Krovovi. - Год. 7, бр. 27/28 (1992), стр. 47-50. ISSN 0353-6351
- Kćer trgovca konjima / D. H. Lorens ; [s engleskog prevela Bojana Ranković]. - Beograd : Rad. 2000.  978-86-09-00700-2.
- Слијепац / Дејвид Херберт Лоренс ; превела Марија Кнежевић. - У: Стварање. - Вол. 56, бр. 1/3 (2001), стр. 34-52. ISSN 0039-422X
- Devica i ciganin / D. H. Lorens ; [prevela Ana Peković]. - Beograd : Политика : Narodna knjiga. 2005.  978-86-331-2126-2.
- Devica i ciganin / D. H. Lorens ; [prevela Ana Peković]. - 2. izd. - Beograd : Narodna knjiga - Alfa. 2007.  978-86-331-3273-2.
- Жена која је одјахала од куће / Дејвид Херберт Лоренс ; [превео Никола Јовановић]. - Београд : Алма. 2010.  978-86-7974-159-2.

#### Поезија
- Рибе / Дејвид Херберт Лоренс ; са енглеског превела Ивана Миланкова. - У: Градина. - Год. 26, бр. 6 (1989), стр. 109-113. ISSN 0436-2616
- Поезија Д. Х. Лоренс ; с енг. прев. Мирко Магарашевић. - Садржи: Морска лига, Аргонаути, Животна битка, Усамљеност, По градовима, Пансиес, Будимо људи... и др. — У: Мостови. - 21, 3/4 (1990), стр. 111-119. ISSN 0350-6525
- Brod smrti / D. H. Lorens ; prevela s engleskog Tatjana Risojević. - Sadrži: Mala kornjača, Početak, kraj i Brod smrti. — У: Reč. - God. 3, br. 23/24 (1996), str. 78-83. ISSN 0354-5288
- Док је живот бујао / Д. Х. Лоренс ; прев. и бељешка Татјана Рисојевић. - Садржи: Задушнице, Колибри, Море, Како су одвратни буржуји ... и др. — У: Свеске. - Год. 9, бр. 33/34 (1997), стр. 182-185. ISSN 0353-5525
- Лабуд / Дејвид Херберт Лоренс ; превео са енглеског Раша Ливада. - Тематски блок: Мала антологија песама о лабуду. — U: Међај. - [Год. 20], бр. 46 (2000), стр. 6. ISSN 0351-5451
- Поезија / Д. Х. [Дејвид Херберт] Лоренс ; превела и поговор написала Татјана Лозановска. - Сремски Карловци : Бранково коло. 2002.
- Гласовир / Дејвид Херберт Лоренс ; одабрао, препјевао и приредио, биљешке и биографске податке написао Роберт Г. Тиллы. - Надређени ств. насл.: Англо-америчке поетике. — У: Квартал. - Бр. 1 (2003), стр. 54. ISSN 1451-6772
- Зелено / Дејвид Херберт Лоренс ; приредио и превео Никола Живановић. - (Антологија имажистичке поезије). - У: Градина. - Год. 45, бр. 29/30 (2009), стр. 143-145. ISSN 0436-2616
- У чамцу ; Писмо из града: сивим мартовским јутром ; После опере ; Палимпсест сутона / Дејвид Херберт Лоренс ; [избор, белешка и превод Владимир Јагличић]. - U: Липар. - Год. 10, бр. 38/40 (2009), стр. 450-451. ISSN 1450-8338
- Хладноћа у љубави / Д. Х. Лоренс ; превела Татјана Лозановска. - У: Да доплетем венац започети : панорама поезије / приредио Ненад Грујичић. - Сремски Карловци : Бранково коло. 2013.  978-86-85203-86-2. стр. 34-35.

#### Есеји
- Порнографија и опсценост / Д.[Давид] Х.[Херберт] Лоренс. — У: Савременик. - Год. 13, књ. 25, бр. 2 (фебруар 1967), стр. 97-110. ISSN 0036-519X
- Tajne feniksa : odabrani eseji / D.H. Lorens ; izbor Mirko Magarašević ; prevod David Albahari ... et al. - Beograd : Rad. 1977.
- Поов "Пад куће Ашер" / Дејвид Херберт Лоренс ; са енглеског превела Даница Штерић. - Одломак из књиге Д. Х. Лоренса Studies in Classic American Literature, објављене 1923 год. — У: Градина. - Год. 24, бр. 1 (1989), стр. 70-73. ISSN 0436-2616
- Apokalipsa / D. H. Lorens ; preveo Jovica Aćin. - Beograd : Grafos. 1989.
- Apokalipsa / D. H. Lorens ; [preveo Jovica Aćin]. - Beograd : Rad. 1996.  978-86-09-00415-5.
- Apokalipsa / D. H. Lorens ; [preveo Jovica Aćin]. - Nova Pazova : Bonart. 2002.  978-86-503-0075-6.
- Апокалипса / Дејвид Херберт Лоренс ; превео Јовица Аћин. - Београд : Службени гласник. 2009.  978-86-519-0156-3.
- Сезанова борба / Дејвид Херберт Лоренс ; са енглеског језика превео Милован Новаковић. - Одлмак из Introduction to these Paintings; D. H. Lawrence, Late Essays and Articles. Cambridge University Press. 1994. стр. 201—215. ISSN 0436-2616.. - У: Градина. - Год. 61, бр. 66/67 (2015), стр. 286-297.

#### Путописи
- Сутон над Италијом / Дејвид Херберт Лоренс ; с енглеског превела Марија Кнежевић. - Никшић : Јасен. 2001.
- Etrurska mjesta / Dejvid Herbert Lorens ; sa engleskog prevele i predgovor napisale Marija Knežević i Aleksandra Nikčević-Batrićević. - Podgorica : Oktoih. 2005.  978-86-7659-346-0.
- Italija / Dejvid Herbert Lorens ; preveo sa engleskog Milan Miletić. - Beograd : Službeni glasnik. 2012.  978-86-519-0473-1.
- Etrurske naseobine / D. H. Lorens ; preveo Milan Miletić. - Beograd : Bukefal E. O. N. 2016.  978-86-89107-73-9.
- Jutra u Meksiku / D. H. Lorens ; preveli sa engleskog Angelina Mišina i Pavle Rak. - Beograd : B. Kukić ; Čačak : Gradac K. 2018.  978-86-89901-37-5.

### На српском језику
- Bugarski, Ranko (1959). „O piscu i delu”. U: Lorens, D. H., Sent Mor ; Devica i Ciganin. Sarajevo: Džepna knjiga. стр. 324—334.
- Васић, Мирјана. „Симболизам у краткој прози Д. Х. Лоренса : збирка приповедака Пруски официр и друге приче”. - У: Повеља. - Год. 39, бр. 3 (2009), стр. 146-158. ISSN 0352-7751
- Васић, Мирјана. „Симболи и митови у краткој прози Д. Х. Лоренса : (Принцеза и друге приче)”. У: Свеске. - Год. 19, бр. 91 (2009), стр. 85-92. ISSN 1451-9976
- Васић, Мирјана. „Симболички аспекти у краткој прози Д. Х. Лоренса”. - У: Градина. - Год. 45, бр. 31 (2009), стр. 146-163. ISSN 0436-2616
- Васић, Мирјана. „Симболички дискурс у новелама Д. Х. Лоренса”. - У: Свеске. - Год. 23, бр. 106 (2012), стр. 60-68. - Год. 23, бр. 107 (2013), стр. 68-73. ISSN 1451-9976
- Vilijams, Rejmond. „D. H. Lorens : Udovištvo gospođe Holrojd”. U: Drama od Ibzena do Brehta. 1979. стр. [291]–295.. - Beograd : Nolit.
- Glišić, Ivan (2008). Moje druženje s Lorensom. ISBN 978-86-911419-2-9.. - Šabac : I. Glišić.
- Gojković, Nataša. „Alhemija dijamanta u Zaljubljenim ženama : Lorensovi demoni neprilagođenosti”. - U: Zbornik za jezike i književnosti Filozofskog fakulteta u Novom Sadu. - Br. 4 (2014), str. 175-185. ISSN 2217-7221
- Dodigović, Marina. „Utjecaj Nietzscheove filozofije na djelo D. H. Lawrencea”. - U: Filozofska istraživanja. - 7, 4 (1987), str. 1259-1267. ISSN 0351-4706
- Игњачевић, Светозар М. „Наша критика о Лоренсовим романима”. У: Летопис Матице српске. - Год. 157, књ. 427, св. 1 (јан. 1981), стр. 104-121. ISSN 0025-5939
- Knežević, Marija. Knežević, Marija (2002). Lorens u Italiji. Zadužbina Andrejević. ISBN 978-86-7244-252-6.. - Beograd : Zadužbina Andrejević.
- Kodvel, Kristofer. „D. H. Lorens : studija o buržoaskom umetniku”. У: Савременик. - God. 21, knj. 41, br. 3 (mart 1975), str. 280-289. ISSN 0036-519X
- Магарашевић, Мирко. „Песник Д. Х. Лоренс”. У: Европски песници. 2010. стр. 225—236. ISBN 978-86-86611-71-0.. - Нови Сад : Академска књига.
- Момчиловић, Бранко. „Југословенска веза Д. Х. Лоренса”. У: Зборник Матице српске за славистику. - 33 (1987), стр. 133-137. ISSN 0352-5007
- Наумов, Нићифор. „Давид Херберт Лоренс”. У: Савременик. - Год. 4, књ. [8], бр. 8/9 (август-септембар 1957), стр. [221]-235. ISSN 0036-519X
- Секулић, Владимир. „Поглед Дејвида Херберта Лоренса на стваралаштво”. U: Поглед у бескрај : књижевност са разних меридијана : есеји. 1993. стр. 77—88. ISBN 978-86-427-0398-5.. - Никшић : Унирекс ; [Подгорица] : Културно-просвјетна заједница Подгорице ; Нови Сад : Књижевна заједница.
- Sepčić, Višnja (1970). Struktura romana D. H. Lawrencea. стр. 183—196.. - Zagreb : Jugoslavenska akademija znanosti i umjetnosti.
- Шекуларац, Емилија. „Не-ја међу децом Сунца”. - Приказ књиге: Дејвид Херберт Лоренс: Италија, Београд, 2012. - У: Путопис. - Год. 2, бр. 1 (2013), стр. 301-306. ISSN 2217-9887

### На енглеском језику

#### Биографске студије
- Arthur J. Bachrach (2006). D. H. Lawrence in New Mexico: "The Time is Different There". University of New Mexico Press. ISBN 978-0-8263-3496-1., Albuquerque.
- Catherine Carswell (1981). The Savage Pilgrimage. Cambridge: Cambridge University Press. Непознати параметар |orig-date= игнорисан (помоћ)
- Frieda Lawrence (1934). Not I, But The Wind. Santa Fe: Rydal Press.
- E. T. (Jessie Chambers Wood) (1935) D. H. Lawrence: A Personal Record (Jonathan Cape)
- Witter Bynner (1951). Journey with Genius: Recollections and Reflections Concerning the D. H. Lawrences. John Day Company.
- Edward Nehls (1957–59) D. H. Lawrence: A Composite Biography, Volumes I-III. Madison: University of Wisconsin Press.
- Anaïs Nin (1963). D. H. Lawrence: An Unprofessional Study. Athens: Swallow Press.
- Emile Delavenay (1972). D. H. Lawrence: The Man and his Work: The Formative Years, 1885–1919. London: Heinemann., trans. Katherine M. Delavenay .
- Joseph Foster (1972). D. H. Lawrence in Taos. Albuquerque: University of New Mexico Press.
- Harry T. Moore (1974). The Priest of Love: A Life of D. H. Lawrence. New York, Farrar, Straus and Giroux. ISBN 978-0-374-23718-9. (Heinemann)
- Paul Delany (1979). D. H. Lawrence's Nightmare: The Writer and his Circle in the Years of the Great War. Hassocks: Harvester Press.
- Joseph Davis (1989) D.H. Lawrence at Thirroul (Collins)
- G. H. Neville (1981). A Memoir of D. H. Lawrence: The Betrayal. Cambridge: Cambridge University Press.
- Raymond T. Caffrey, Lady Chatterly's Lover: The Grove Press Publication of the Unexpurgated Text. 1985. (Syracuse University Library Associates Courier Volume XX)
- C. J. Stevens (1988). The Cornish Nightmare (D. H. Lawrence in Cornwall). Whitston Publishing Company. ISBN 978-0-87875-348-2., Whitston Pub. Co. , D. H. Lawrence and the war years
- C. J. Stevens (1988). Lawrence at Tregerthen (D. H. Lawrence). Whitston Publishing Company. ISBN 978-0-87875-348-2., Whitston Pub. Co.
- John Worthen (1991). D. H. Lawrence: The Early Years, 1885–1912. Cambridge: Cambridge University Press.
- Mark Kincaid-Weekes D. H. Lawrence: Triumph to Exile, 1912–1922. Cambridge: Cambridge University Press. 1996.
- Brenda Maddox (1994). D. H. Lawrence: The Story of a Marriage. W. W. Norton & Co.
- David Ellis (1998). D. H. Lawrence: Dying Game, 1922–1930. Cambridge: Cambridge University Press.
- Geoff Dyer (1999). Out of Sheer Rage: Wrestling With D. H. Lawrence. New York: North Point Press. ISBN 978-0-86547-533-5..
- Keith Sagar (2003). The Life of D. H. Lawrence: An Illustrated Biography. London: Chaucer Press.
- John Worthen (2005). D. H. Lawrence: The Life of an Outsider. London: Penguin/Allen Lane.
- Worthen, J. (2006) [2004]. „Lawrence, David Herbert”. Oxford Dictionary of National Biography (online изд.). Oxford University Press. doi:10.1093/ref:odnb/34435. (Subscription or UK public library membership required.)
- Michael Squires (2008). D. H. Lawrence and Frieda : A Portrait of Love and Loyalty. London: Carlton Publishing Group. ISBN 978-0-233-00232-3.

#### О делу
- Keith Alldritt (1971) The Visual Imagination of D. H. Lawrence (Edward Arnold)
- Michael Bell D. H. Lawrence: Language and Being .
- Richard Beynon, (ed.) D. H. Lawrence: The Rainbow and Women in Love .
- Michael Black (1986) D H Lawrence: The Early Fiction (Palgrave MacMillan)
- Michael Black D. H. Lawrence: The Early Philosophical Works: A Commentary .
- Michael Black (1992) Sons and Lovers (Cambridge University Press)
- Michael Black (2001) Lawrence's England: The Major Fiction, 1913–1920 (Palgrave-MacMillan)
- Keith Brown, ed. Rethinking Lawrence, Milton Keynes.
- Anthony Burgess (1985) Flame into Being: The Life And Work Of D. H. Lawrence (William Heinemann)
- Aidan Burns Nature and Culture in D. H. Lawrence .
- L. D. Clark The Minoan Distance: The Symbolism of Travel in D H Lawrence.
- Colin Clarke River of Dissolution: D. H. Lawrence and English Romanticism .
- Joseph Davis (1989) D. H. Lawrence at Thirroul (Collins, Sydney, Australia)
- Carol Dix (1980) D H Lawrence and Women, Macmillan
- R. P. Draper (1970) D H Lawrence: The Critical Heritage, London: Routledge and Kegan Paul
- Anne Fernihough (1993) D. H. Lawrence: Aesthetics and Ideology (Oxford:Clarendon Press)
- Anne Fernihough, ed. (2001) The Cambridge Companion to D H Lawrence (Cambridge, Cambridge University Press)
- John R. Harrison (1966) The Reactionaries: Yeats, Lewis, Pound, Eliot, Lawrence: A Study of the Anti-Democratic Intelligentsia (Victor Gollancz, London)
- Graham Holderness D. H. Lawrence: History, Ideology and Fiction .
- Graham Hough (1956) The Dark Sun: A Study of D H Lawrence, Duckworth
- John Humma Metaphor and Meaning in D. H. Lawrence's Later Novels.
- Virginia Hyde, The Risen Adam: D. H. Lawrence's Revisionist Typology.
- Virginia Hyde and Earl Ingersoll, eds."Terra Incognita": D. H. Lawrence at the Frontiers.
- Earl Ingersoll and Virginia Hyde, eds. Windows to the Sun: D. H. Lawrence's Thought-Adventures. Fairleigh Dickinson State University. 2009.
- Frank Kermode Lawrence .
- Mark Kinkead – Weekes (1968) The Marble and the Statue: The Exploratory Imagination of D. H. Lawrence, pp. 371–418. in Gregor, lan and Maynard Mack (eds.), Imagined Worlds: Essays in Honour of John Butt (London: Methuen)
- F. R. Leavis (1955) D H Lawrence: Novelist (London, Chatto and Windus)
- F. R. Leavis (1976) Thought, Words and Creativity: Art and Thought in D. H. Lawrence (London, Chatto and Windus)
- Sheila Macleod Lawrence's Men and Women .
- Barbara Mensch D. H. Lawrence and the Authoritarian Personality .
- Kate Millett (1970) Sexual Politics (Garden City, NY: Doubleday)
- Colin Milton Lawrence and Nietzsche: A Study in Influence .
- Robert E Montgomery The Visionary D. H. Lawrence: Beyond Philosophy and Art .
- Alastair Niven D. H. Lawrence: The Novels .
- Cornelia Nixon Lawrence's Leadership Politics and the Turn Against Women .
- Joyce Carol Oates (1972–1982) "Joyce Carol Oates On D.H. Lawrence".
- Tony Pinkney D. H. Lawrence .
- Charles L. Ross (1991) Women in Love: A Novel of Mythic Realism (Boston, Mass.: Twayne)
- Keith Sagar The Art of D H Lawrence .
- Keith Sagar (1985) D H Lawrence: Life into Art (University of Georgia Press)
- Keith Sagar (2008) D. H. Lawrence: Poet (Penrith: Humanities-Ebooks)
- Daniel J. Schneider (1986) The Consciousness of D. H. Lawrence: An Intellectual Biography (Lawrence, Kan.: University Press of Kansas)
- Michael Squires and Keith Cushman (1990) The Challenge of D. H. Lawrence (Madison, Wisconsin: University of Wisconsin Press)
- Peter Widdowson, ed. D. H. Lawrence .
- John Worthen (1979) D. H. Lawrence and the Idea of the Novel (London and Basingstoke, Macmillan).
- T R Wright (2000) D H Lawrence and the Bible (Cambridge, Cambridge University Press)